# Sint-Victorkerk (Neerloon)
De Sint-Victorkerk is een rooms-katholieke kerk in de Nederlandse plaats Neerloon. De kerk is gewijd aan de heilige Victor van Xanten.
Het gebied rondom Neerloon was lange tijd eigendom van de Dom van Xanten, die aldaar een hoeve bezat. Neerloon diende kerkelijke belasting te betalen aan Xanten en toen dit een keer niet gebeurde in de 13e eeuw, werd het gehele dorp geëxcommuniceerd. In 1405 liet het kapittel een kerk bouwen in Neerloon en gaf het dezelfde beschermheilige als de eigen dom. Na de Tachtigjarige oorlog komt de kerk in handen van de protestanten en waren katholieken gewezen op een schuurkerk. Doordat er amper protestanten in de omgeving woonden, raakte de kerk in verval. Dit werd verergerd toen de kerk beschadigd raakte door oorlogshandelingen in 1784. In de Franse tijd kregen de katholieken de kerk weer terug. Door een overstroming in 1820 stort de kerk in, op de toren na. Tegen deze toren wordt het jaar erop een nieuwe waterstaatskerk gebouwd die in 1824 in gebruik werd genomen. Echter duurde het nog tot 1848 dat de kerk ingewijd werd door bisschop Joannes Zwijsen.
De kerk is opgezet als eenbeukige kerk met zadeldak. De 14e-eeuwse toren heeft in de onderste lagen tufsteen en is rond 1820 verhoogd. Bij deze verhoging zijn de bestaande galmgaten dichtgemetseld en nieuwe galmgaten aangebracht voorzien van rondbogen. Het uurwerk is afkomstig van klokkengieterij Eijsbouts. De toren is voorzien van een tentdak. In de kerk is een orgel aanwezig, in 1845 gemaakt door Franciscus Cornelius Smits. Daarnaast is er een verlaagd altaar aanwezig van circa 1700.
De kerk is in 1965 aangewezen als rijksmonument.

## Galerij

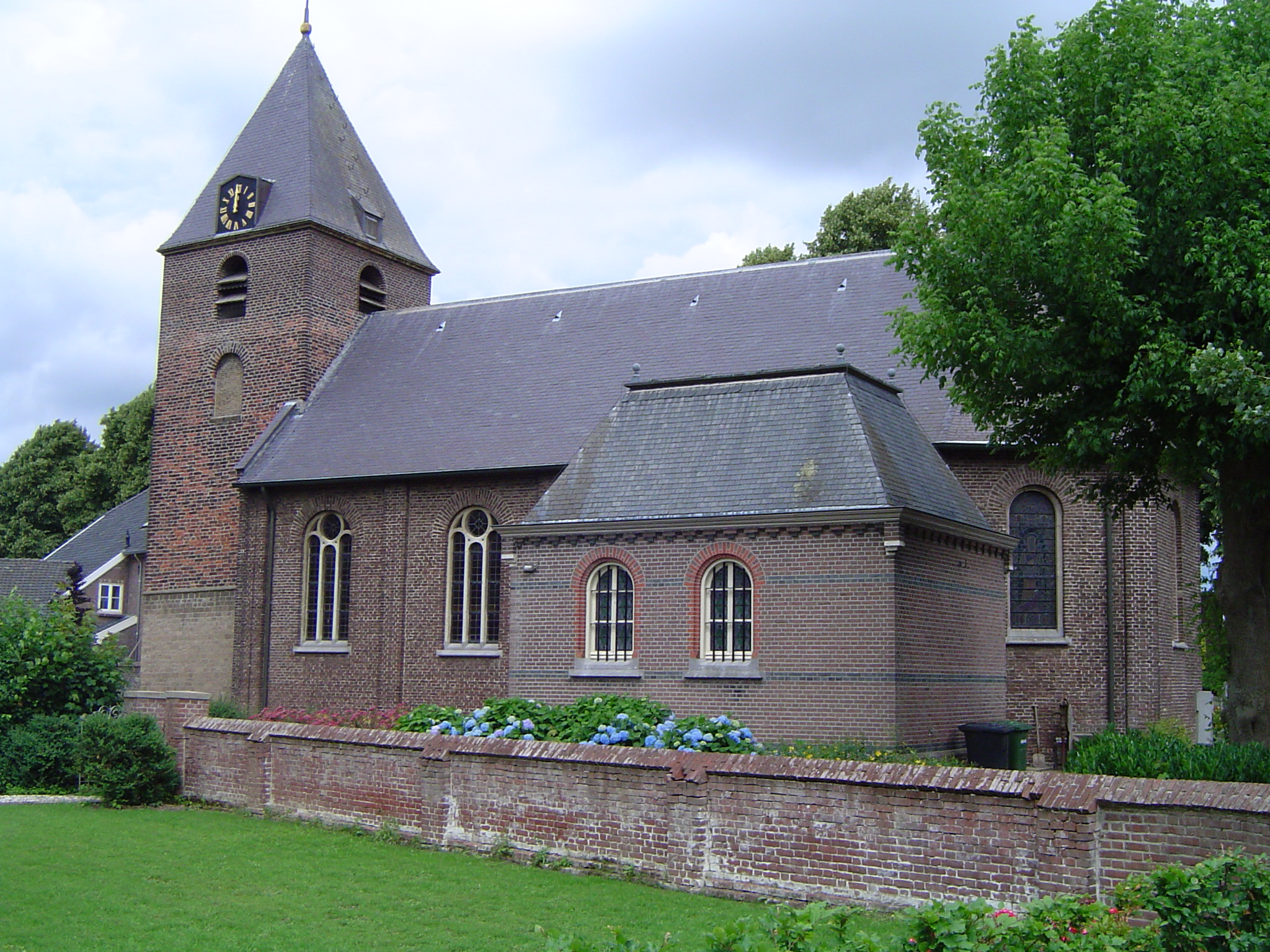
Zijaanzicht in 2007
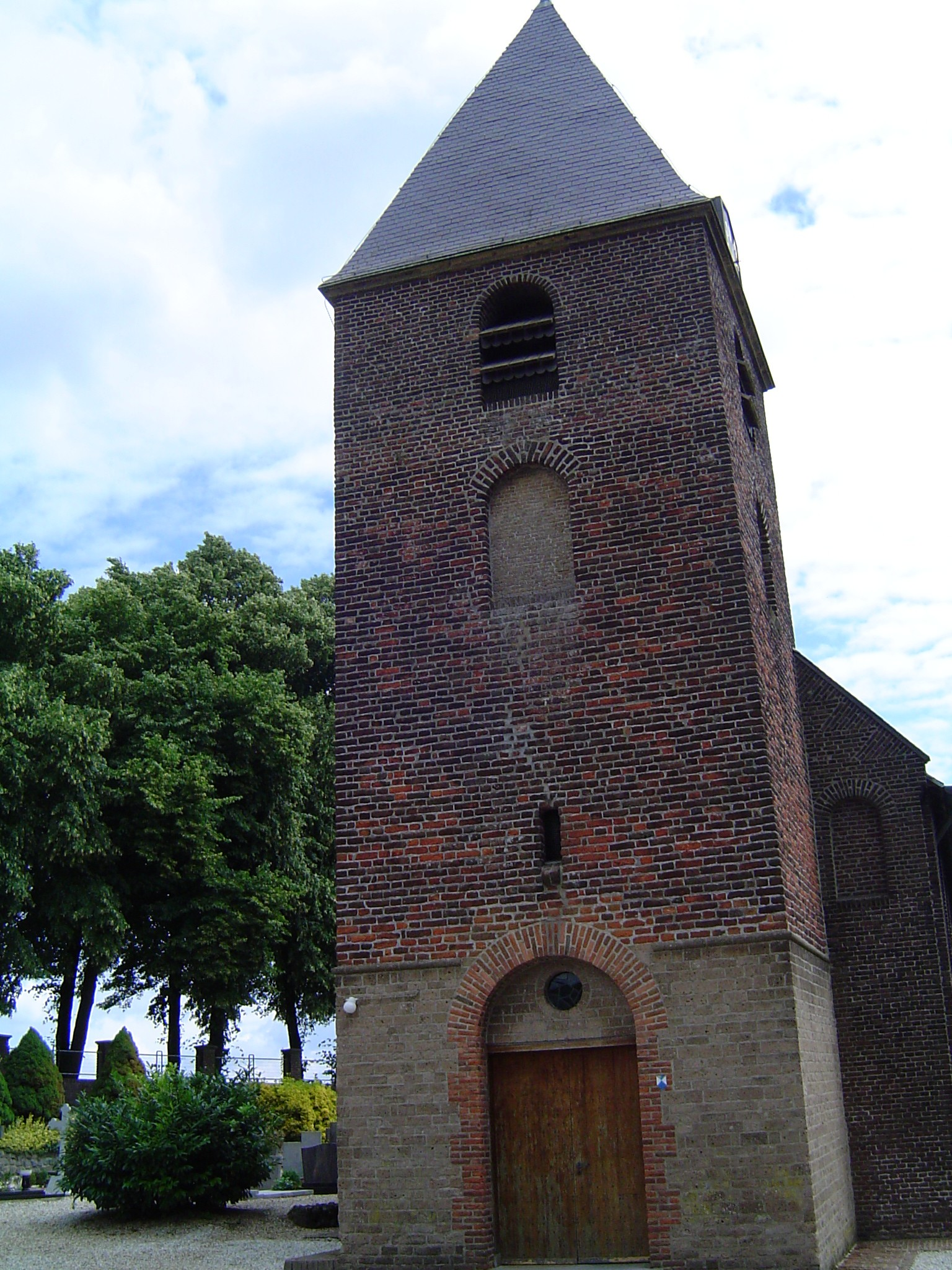
Toren
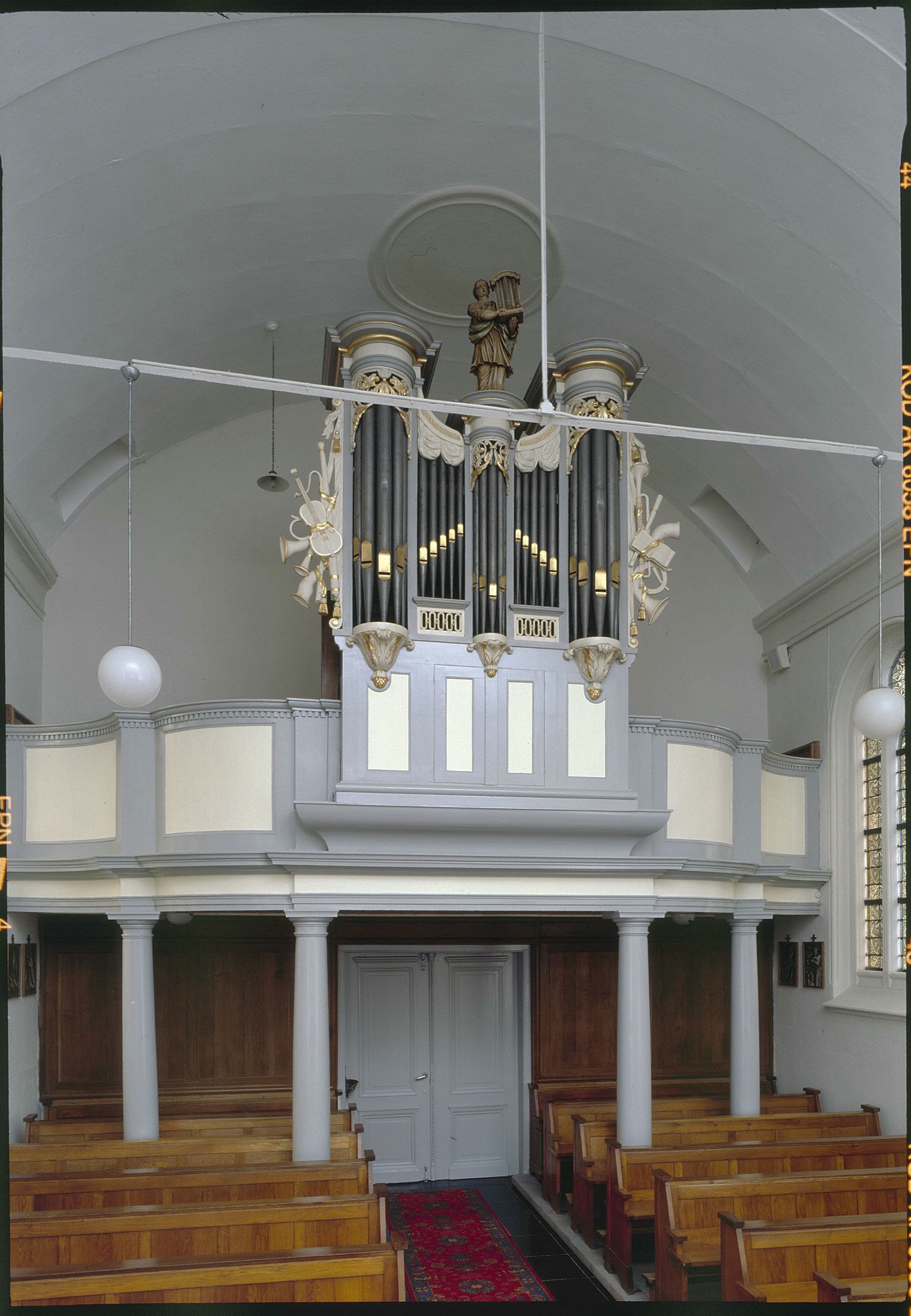
Smits-orgel
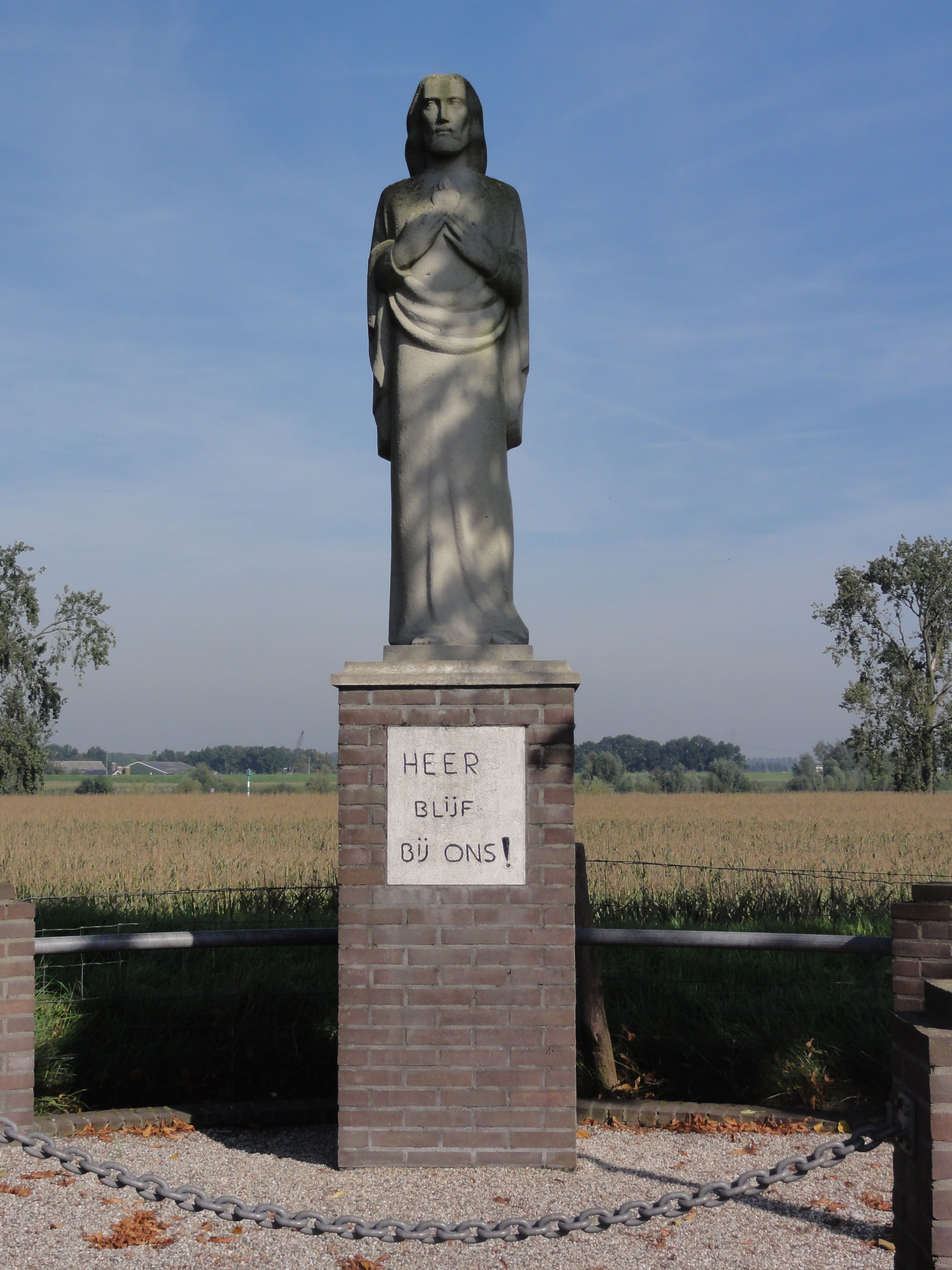
Heilig Hartbeeld